# Пам'ятник жертвам фашизму (Житомир)
«Же́ртвам фаши́зму» — пам'ятник у Житомирі, встановлений на честь загиблих у Німецько-радянській війні.
Знаходиться в Богунському районі по проспекту Миру, 64.

## Опис
Скульптурна композиція виконана з рожевого граніту, у центрі якої бронзова фігура замученого військовополоненого у момент страти. Його права рука, голова, худі ноги знесилено звисають до низу, проте кулак лівої руки напружений, що символізує акт трагедії і незакінчену боротьбу народу з загарбниками.

У підніжжя композиції гранітна плита з написом: 
«Ця багатостраждальна земля свідок жорстокої страти німецькими фашистами десятків тисяч військовополонених та мирних городян Житомира в 1941—1943 рр. Вічна пам'ять загиблим».
Автори: скульптор Й. С. Табачник, архітектор П. М. Бірюк.

## Історія
На місці розташування колишнього німецького концентраційного табору Шталаг 358, правобіч шосе Житомир — Новоград-Волинський, 25 грудня 1968 року встановлено обеліск із сірого граніту. На пам'ятнику текст: 
«Тут у 1941—1943 рр. закатовано гітлерівськими окупантами тисячі радянських солдатів, офіцерів та мирних громадян. Вічна пам'ять борцям, що полягли за Радянську Вітчизну».
Автор — архітектор Ю. А. Макаревич.
У 1994 році обеліск демонтовано, а на його місці встановлено скульптурну композицію.

У 2002 році поруч закопано капсулу з прахом в'язнів Житомирщини, замучених у концтаборі Майданек. На ній викарбувано наступні слова: 
«На цьому місці захоронено прах наших земляків замордованих у гітлерівському концентраційному таборі Майданек. Вічна пам'ять».